# William Bonnet
William Bonnet (Saint-Doulchard, 25 giugno 1982) è un ex ciclista su strada francese; professionista dal 2005 al 2021, ha vinto una tappa alla Parigi-Nizza 2010 e partecipato a due edizioni dei Campionati del mondo su strada.

## Carriera
Passato professionista nel 2005 con una piccola squadra francese, la Auber 93, in stagione ottenne la prima vittoria da professionista, in una tappa della Paris-Corrèze, e altri piazzamenti sempre in corse francesi, terminando quarto alla Châteauroux Classic de l'Indre e ottavo al Tour du Limousin. Tali risultati gli permisero di ottenere un contratto a partire dal 2006 con una squadra ProTour, la francese Crédit Agricole. Con la nuova squadra partecipò alla sua prima grande corsa a tappe, il Giro d'Italia. In stagione, pur non vincendo, ottenne diversi piazzamenti, terminando nono alla Parigi-Bruxelles, quinto al Grand Prix de Fourmies e terzo al Grand Prix de Wallonie.
Nel 2007 sfiorò la vittoria di tappa nella Parigi-Nizza, arrivando quarto nella seconda frazione. Partecipò poi alle classiche di primavera, senza però piazzamenti, e quindi al Tour de Suisse e alla Volta Ciclista a Catalunya; fu poi convocato per il Tour de France, ottenendo un nono posto nel corso dell'undicesima tappa. La stagione seguente fu meno prolifica, caratterizzata da un quinto posto nel prologo della Parigi-Nizza e dal settimo nella Classica di Amburgo.
Nel 2009, complice la dismissione del team Crédit Agricole, si trasferì alla Bouygues Télécom di Jean-René Bernaudeau. In stagione partecipò nuovamente al Tour de France, con diversi piazzamenti nei dieci, e alla sua prima Vuelta a España, in cui concluse quinto nella terza e quinta tappa e secondo nella sedicesima e diciassettesima tappa. L'anno dopo sfiorò il successo al Tour Méditerranéen, arrivando secondo nella prima tappa e piazzandosi quarto e quinto nelle due tappe successive. La vittoria arrivò poco più tardi nella seconda tappa della Parigi-Nizza. Spostatosi in Belgio per le classiche concluse, nel giro di una settimana, undicesimo all'E3 Prijs Harelbeke e decimo alla Dwars door Vlaanderen e al Giro delle Fiandre. In stagione partecipò sia al Giro d'Italia che alla Vuelta a España, e fu anche convocato in Nazionale per la prova in linea dei campionati mondiali di Melbourne, in cui concluse ottantaseiesimo.
Nel 2011 passò alla FDJ. Durante l'anno ottenne il sesto posto all'E3 Harelbeke e un quinto di tappa sia al Critérium du Dauphiné che al Tour de France.

## Palmarès
- 2004 (dilettanti)

Parigi-Mantes
- 2005 (Auber 93, una vittoria)

1ª tappa Paris-Corrèze (Contres > Saint-Amand-Montrond)
- 2008 (Credit Agricole, una vittoria)

Grand Prix d'Isbergues
Grand Prix de la Somme
- 2010 (Bouygues, una vittoria)

2ª tappa Parigi-Nizza (Contres > Limoges)

## Piazzamenti

### Grand Giri
- Giro d'Italia

2006: 111º
2010: ritirato (20ª tappa)
2012: non partito (12ª tappa)
2017: non partito (16ª tappa)
2018: ritirato (19ª tappa)
- Tour de France

2007: 109º
2008: 102º
2009: 128º
2011: fuori tempo (14ª tappa)
2013: ritirato (18ª tappa)
2014: 158º
2015: ritirato (3ª tappa)
2016: 127º
2019: 143º
2020: ritirato (8ª tappa)
- Vuelta a España

2009: 109º
2010: 111º
2012: 152º

### Classiche monumento
- Milano-Sanremo

2007: 20º
2010: 67º
2011: 117º
2012: 77º
2013: ritirato
2014: ritirato
2015: 136º
2016: 165º
2017: ritirato
- Giro delle Fiandre

2007: 85º
2010: 10º
2011: 23º
2012: ritirato
2013: non partito
2014: 63º
2015: 132º
- Parigi-Roubaix

2006: 75º
2007: 39º
2010: 66º
2011: 68º
2012: ritirato
2013: 72º
2014: 88º
2015: 82º
- Liegi-Bastogne-Liegi

2019: ritirato
2020: ritirato
2021: ritirato
- Giro di Lombardia

2018: ritirato
2019: ritirato

### Competizioni mondiali
- Campionati del mondo

Melbourne 2010 - In linea Elite: 86º
Ponferrada 2014 - Cronosquadre: 11º
Doha 2016 - In linea Elite: 8º